# Nyctibatrachus minimus
Espèce
Statut de conservation UICN

 DD  : Données insuffisantes
Nyctibatrachus minimus est une espèce d'amphibiens de la famille des Nyctibatrachidae.

## Répartition
Cette espèce est endémique de l'État du Kerala en Inde. Elle se rencontre à environ 1 200 m dans le district de Wayanad,.

## Publication originale
- Biju, Van Bocxlaer, Giri, Roelants, Nagaraju & Bossuyt, 2007 : A new nightfrog, Nyctibatrachus minimus sp. nov. (Anura: Nyctibatrachidae): the smallest frog from India. Current Science, Bangalore, vol. 93, p. 854-858 (texte intégral).